# Holzquitte

Illustration

Die Holzquitte (Pseudocydonia sinensis, auch Chinesische Quitte) ist die einzige Pflanzenart der Gattung Pseudocydonia und gehört zur Untertribus der Kernobstgewächse (Pyrinae) innerhalb der Familie der Rosengewächse (Rosaceae). Sie stammt aus dem südlichen bis östlichen China.

## Beschreibung
Pseudocydonia sinensis ist ein unbewehrter, laubabwerfender oder halbimmergrüner Baum mit dichter, verzweigter Krone oder ein Strauch. Ihre glatte Borke zeichnet sich durch eine braun–graue Färbung aus und löst sich, blättert, in flicken ab. Die Bäume werden in der Regel bis zu 10 Meter hoch und gehören zu den Flachwurzlern.
Die kurz gestielten und meist spitzen bis bespitzten, seltener stumpfen, teils grannen- bis stachelspitzigen, eiförmigen bis verkehrt-eiförmigen oder elliptischen, ledrigen Laubblätter sind wechselständig angeordnet. Die Blätter sind 6–11 cm lang und 3–6 cm breit und sind drüsig spitzig bis grannenspitzig gesägt bis gezähnt. Die Blätter sind oberseits meist kahl, glänzend und unterseits schwach bis leicht behaart. Der Blattstiel ist behaart und teils drüsig. Es sind kleine und geöhrte Nebenblätter vorhanden.
Die relativ großen, duftenden Blüten erscheinen einzeln und endständig. Die kurz gestielten, zwittrigen und fünfzähligen Blüten mit doppelter Blütenhülle haben einen Durchmesser von 2,5–3,5 cm und weisen fünf kräftige rosa (im Verblühen blassrosa), kurz genagelte Blütenblätter auf. Die kleinen, zurückgelegten und spitzen Kelchblätter sind innen behaart und meist später abfallend. Der außen kahle Blütenbecher ist innen behaart. Sie blühen von April bis Mai. Es sind bis etwa 20–25 kurze Staubblätter vorhanden. Die bis zu fünf kurzen Griffel des unterständigen Fruchtknotens sind an der Basis verwachsen. Es sind Nektarien vorhanden.
Die gelbe, kahle Frucht ist ein großes, eiförmiges bis ellipsoides und vielsamiges, quittenähnliches, hartfleischiges, eher trockenes, fünffächeriges Kernobst von 12–18 cm Länge mit der Kelchhöhlung und selten Kelch- und Griffelresten an der Spitze. Sie reift im Spätherbst und verströmt dabei einen intensiven, süßen Geruch. Die vielen kleinen eiförmigen, bis 7 Millimeter langen Samen sind braun und flach.
Die Chromosomenzahl beträgt 2n = 34.

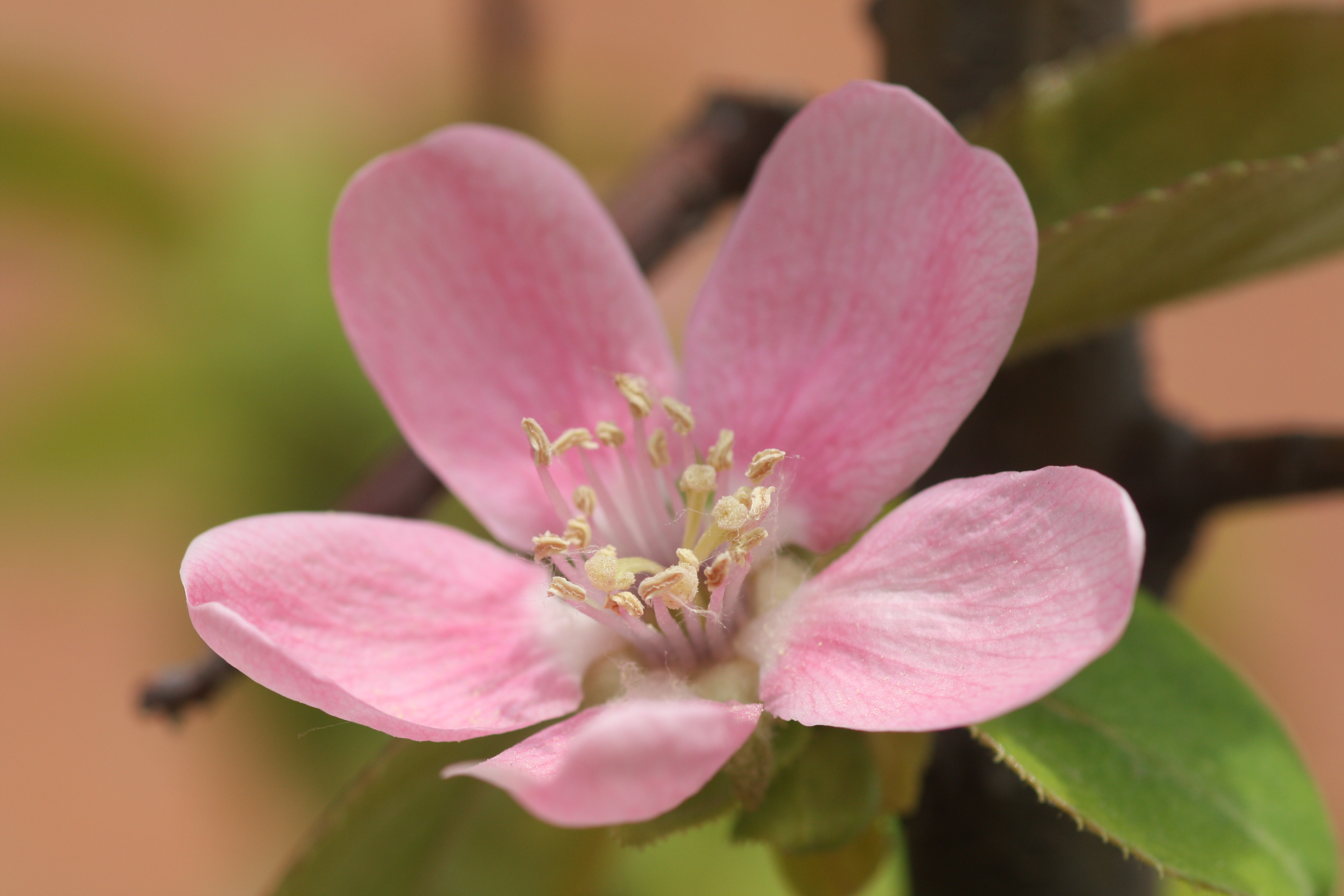
Blüte
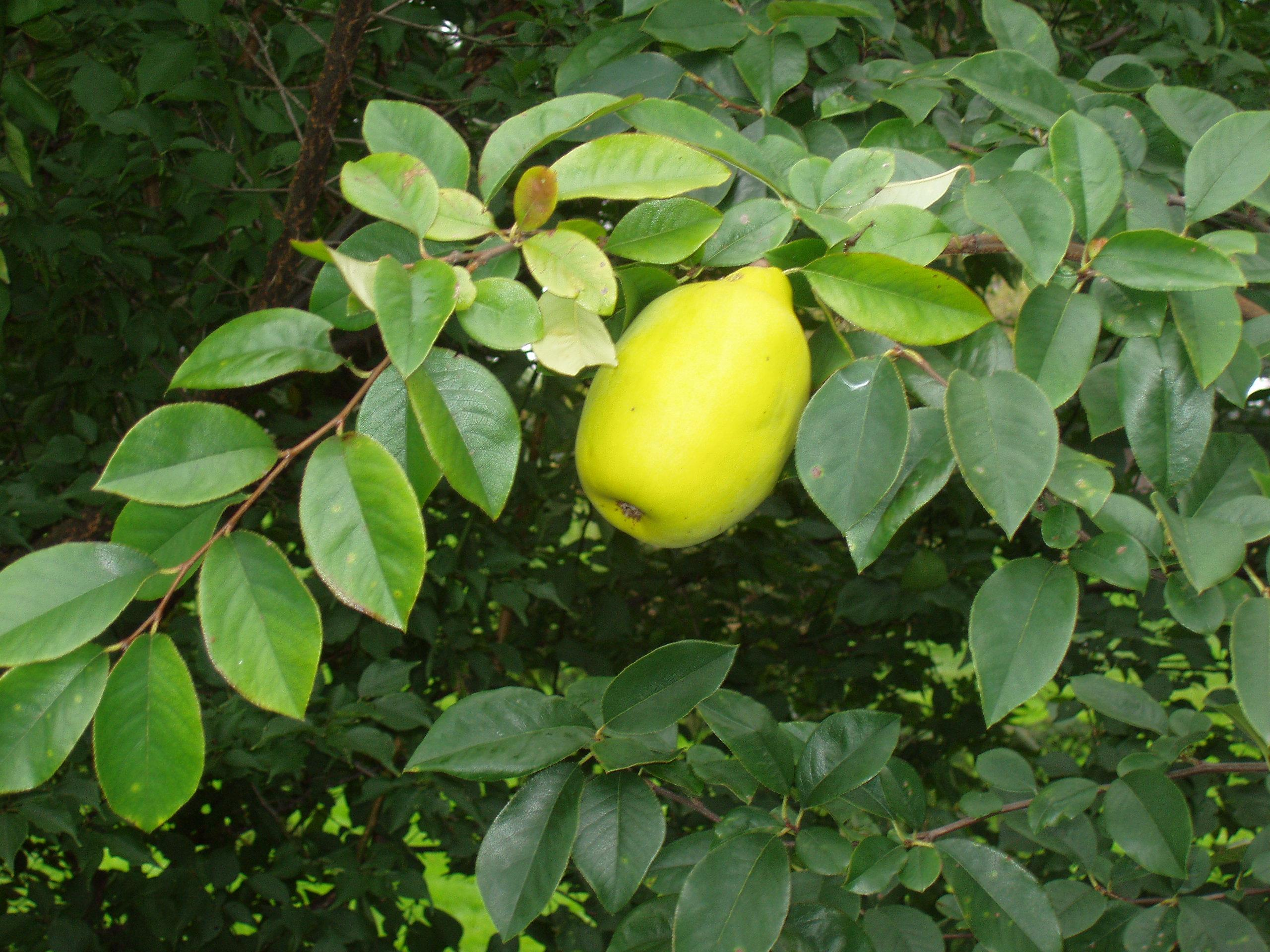
Frucht und Blätter von Pseudocydonia sinensis
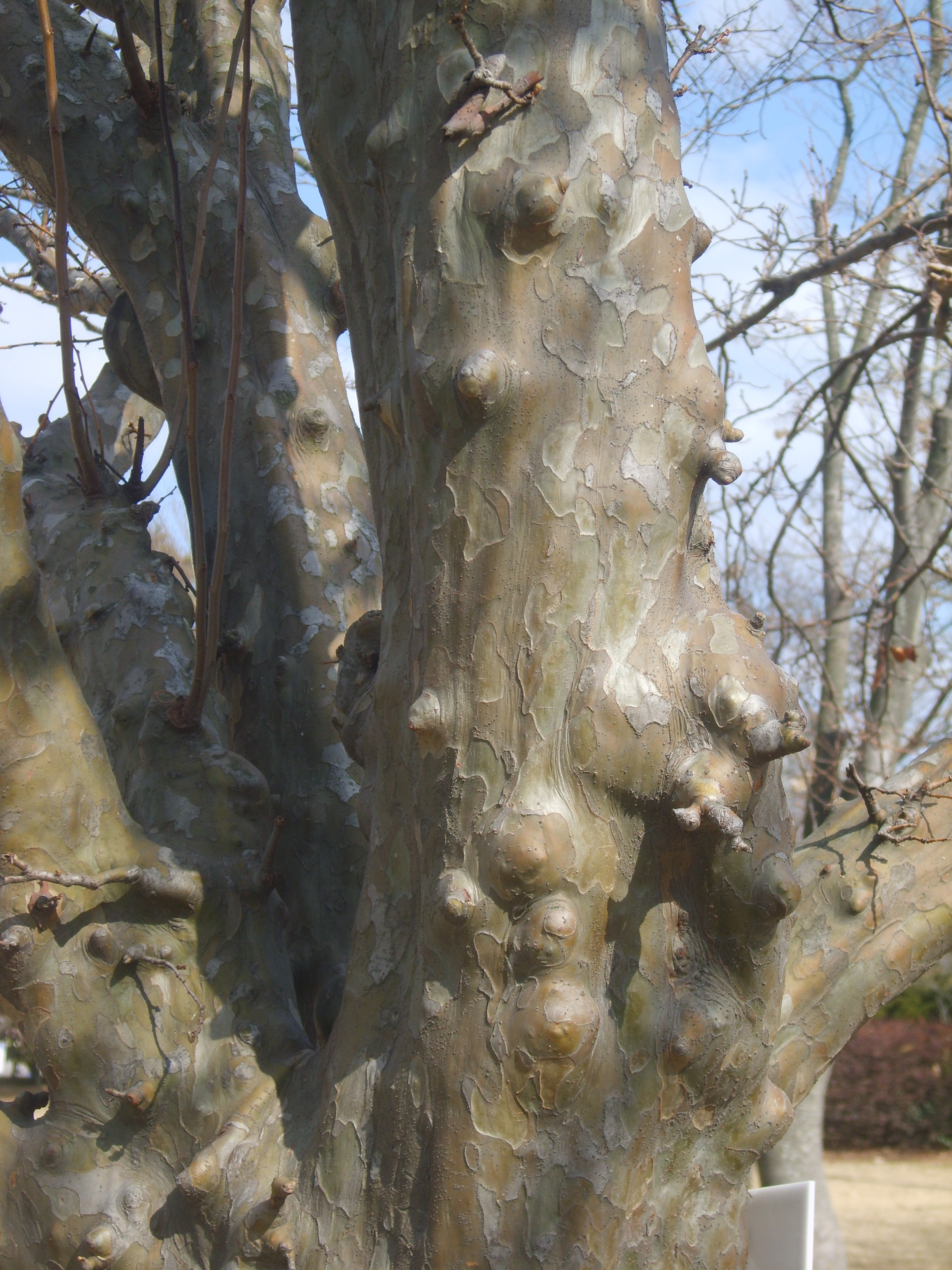
Rinde

## Verwendung
Verwendung finden die harten Früchte hauptsächlich in der traditionellen chinesischen Medizin und als Nahrungsmittel.
Die aromatischen Früchte sind gekocht oder gut nachgereift essbar. Die Art wird auch gerne als Bonsai und als Zierpflanze genutzt.
Das schöne und harte Holz (Quittenholz) kann verwendet werden, z. B. für ein Shamisen.